# Jayu Joseon Bangsong
Jayu Joseon Bangsong (deutsch Radio Freies Korea, englisch Eigenbezeichnung Radio Free Chosun) ist ein privater südkoreanischer Kurzwellensender für Hörer in Nordkorea.

## Aufgaben des Senders
Jayu Joseon Bangsong wurde 2004 gegründet und nahm im folgenden Jahr seine Sendungen auf. Es sieht seine Aufgabe unter anderem darin, durch seine Sendungen das Bewusstsein der Nordkoreaner für Demokratie zu wecken oder zu stärken, indem es die „Wahrheit über Kim Jong-il“ verbreitet. Außerdem will man den Nordkoreanern Zugang zu objektiver Information über Südkorea und internationale Ereignisse bieten. Abgesehen von den Sendungen für Nordkorea gehört es auch zu den Prinzipien des Senders, über Menschenrechtsverletzungen in Nordkorea zu informieren und sich für eine Verbesserung und friedliche Entwicklung der Beziehungen zwischen beiden koreanischen Staaten einzusetzen. In diesem Zusammenhang wurde im Sommer 2007 eine zusätzlich zum koreanischsprachigen Webangebot eine englischsprachige Seite eröffnet.

## Ausstrahlung
Jayu Joseon Bangsong strahlt seine Sendungen auf Kurzwelle aus. Die tägliche einstündige Sendung wird seit Mitte 2008 täglich um 21 Uhr koreanischer Zeit (UTC +9h) auf der Frequenz 11.540 kHz von einem Sender bei Taipeh abgestrahlt. Zuvor wurde die Frequenz 15.755 kHz und noch früher 9.950 kHz genutzt. Die Wiederaufnahme einer zusätzlichen halbstündigen Sendung ist geplant (Diese war zuvor vorübergehend eingestellt worden.) Langfristig ist ein weiterer Ausbau der Sendezeit geplant. Die tägliche Radiosendung wird auch auf der Webseite angeboten. Dieses Angebot richtet sich aber eher an interessierte Südkoreaner, da Nordkoreaner in aller Regel keinen Zugang zum Internet haben. Die in den Sendungen verwendete Sprache ist bewusst an den Sprachgebrauch in Nordkorea angepasst.

## Reaktionen der nordkoreanischen Regierung
Gegen die Sendungen von Jayu Joseon Bangsong, sowie die anderer an Nordkoreaner gerichteter Sender aus dem Ausland (so etwa Yeollin Bukhan Bangsong oder Jayu Asia Bangsong), werden von den nordkoreanischen Behörden Störsender eingesetzt, um den Empfang der Programme in Nordkorea zu erschweren oder zu verhindern. Darüber hinaus forderte Nordkorea die südkoreanische Regierung auf, die Tätigkeit der meist in Südkorea ansässigen Sender zu unterbinden. Ihre Existenz verstoße gegen eine Vereinbarung beider Seiten aus dem Jahr 2000, nach der die Propagandasendungen entlang der gemeinsamen Grenze eingestellt werden sollten. Aus Angst vor Sabotageakten oder Anschlägen des nordkoreanischen Geheimdienstes arbeitet auch Jayu Joseon Bangsong unter strengen Sicherheitsvorkehrungen.